# Lottia rothi
Lottia rothi is een slakkensoort uit de familie van de Lottiidae. De wetenschappelijke naam van de soort is voor het eerst geldig gepubliceerd in 1981 door Lindberg & McLean.